# Limitations de vitesse en Suède

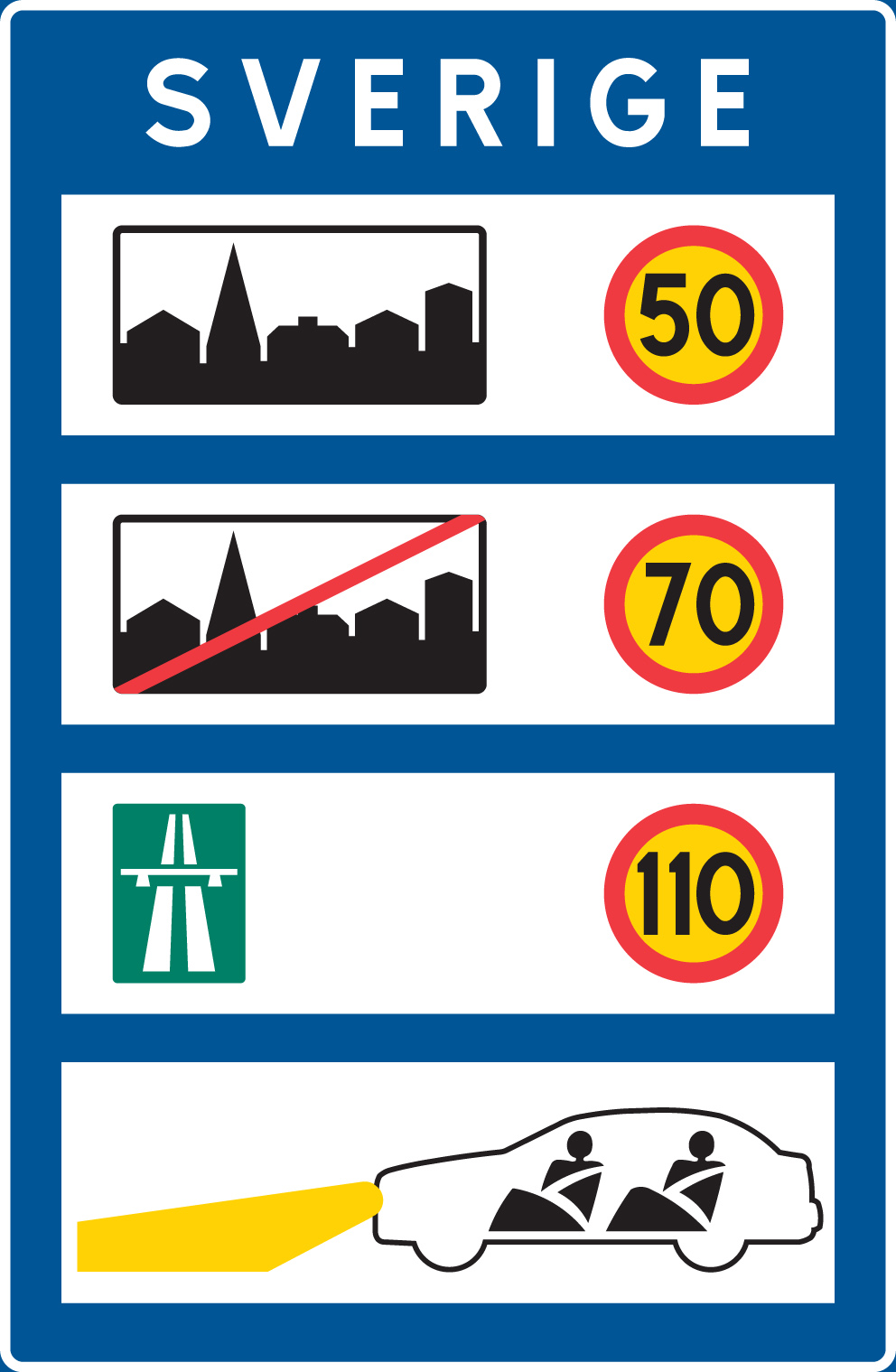
Panneau de limitations de vitesse à l'entrée de la Suède

Vitesses maximales autorisées en Suède (abréviation officielle : S) :
- 50 km/h en ville ;
- 70 km/h hors agglomération ; néanmoins certaines portions sont à 90 km/h[1].
- 110 km/h sur autoroute. 120 km/h sur certaines portions[1].

## Autres règles, autres us et coutumes
- Allumage des feux de croisement obligatoire 24h/24.
- Alcoolémie maximum autorisée au volant : 0,2 g/L d'alcool dans le sang.

## Historique
En 1979, durant 4 mois d'été, de juin à octobre, une expérimentation a été réalisée avec des vitesses de 90 et 110 km/h. Le passage à 90 permettait de réduire de 9 % le nombre d'accidents.
Entre 1990 et 1995, la Suède abaissa les limitations de vitesse sur autoroute des trois provinces les plus urbanisées de 110 km/h à 90 km/h, pour des motifs environnementaux. Ceci signifie que la partie de la côte ouest de la Route européenne 6 était limitée à 90 km/h sur sa section d'alors 250 kilomètres d'autoroute, alors que des routes ordinaires dans des provinces reculées permettaient de rouler à 110 km/h. Cette réduction de la limitation de vitesse a par la suite été supprimée en raison de son impopularité et de son inobservation.
En 2008 et 2009, la vitesse a changé sur environ 20 500 kilomètres de réseau avec une augmentation sur 2 700 kilomètres et un ajustement sur 17 800 kilomètres.
- La baisse de vitesse de 90 à 80 km/h sur les routes rurales a permis de baisser la mortalité de 14 tués par an.
- L'augmentation de la VMA à 120 km/h sur autoroute a augmenté le nombre de blessés graves.
- La baisse de 110 à 100 km/h sur les routes intermédiaires, en 2+1 avec chaussées séparées par une barrière, a sauvé 16 vies par an[3].